# Bainbridge (Engeland)
Bainbridge is een civil parish in het bestuurlijke gebied Richmondshire, in het Engelse graafschap North Yorkshire.

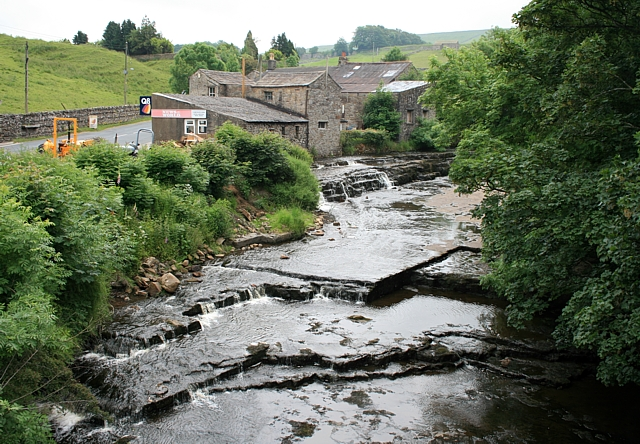
Rivier de Bain
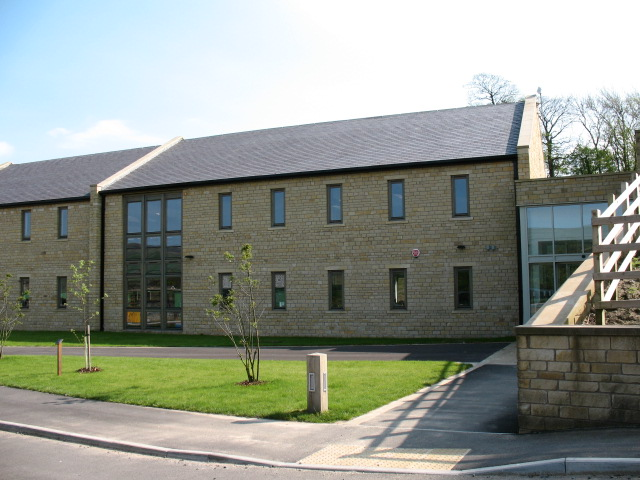
National Park Offices, Bainbridge